# Cerapachys hewitti
Cerapachys hewitti is een mierensoort die tot 2014 was toegekend aan de onderfamilie van de Cerapachyinae maar daarna aan de onderfamilie van de Dorylinae. De wetenschappelijke naam van de soort werd voor het eerst geldig gepubliceerd in 1919 door William Morton Wheeler.